# Consolida saccata
Consolida saccata là một loài thực vật có hoa trong họ Mao lương. Loài này được (Huth) P.H.Davis mô tả khoa học đầu tiên năm 1965.